# François Broers
François Jean Marie Ghislain Broers (Mechelen, 3 november 1837 – 16 november 1908) was een Belgisch advocaat en politicus voor de Katholieke Partij. Hij was burgemeester van Mechelen en volksvertegenwoordiger.

## Levensloop
François Broers stamde uit een Mechelse bierbrouwersfamilie en was de zoon van burgemeester en brouwer Edouard Broers en van Suzanne Vermeulen. Hij trouwde met Esther Beeckman. Hij promoveerde tot doctor in de rechten aan de Katholieke Universiteit Leuven en was van 1862 tot aan zijn dood advocaat aan de Balie van Mechelen.
Hij was gemeenteraadslid (1876-1882 en 1884-1896) in Mechelen voor de Katholieke Partij. In 1881 won de Katholieke Partij de gemeenteraadsverkiezingen, maar de verkiezingen werden door de minister van Binnenlandse zaken Gustave Rolin-Jaequemyns (LP) ongeldig verklaard wegens omkoperij en ongeoorloofde druk op het electoraat (de katholieke bestendige deputatie had de klachten verworpen). Bij de nieuwe verkiezingen in 1882 wonnen de liberalen en verloor Broers zijn zetel in de raad. De katholieke bestendige deputatie van Antwerpen verklaarde daarop de verkiezingen ongeldig maar botste op de minister van Binnenlandse zaken. Broers werd opnieuw verkozen als gemeenteraadslid in 1884. De katholieke partij won deze verkiezingen en hij werd schepen (1885-1889) en burgemeester (1889-1896) van Mechelen.
Hij dankte zijn spotnaam "Suz Pompier" aan de reorganisatie van het Mechelse brandweerkorps die hij doorvoerde. Dit had volgens de liberalen 10 jaar aangesleept en had geresulteerd in een uitsluitend katholiek korps van officieren en onderofficieren.
Hij was provincieraadslid van 1890 tot 1892. In de Provinciale commissie voor de studiebeurzen was hij lid (1889-1893), ondervoorzitter (1894-1900) en voorzitter (1901-1908). Van 1892 tot 1896 was hij volksvertegenwoordiger voor het arrondissement Mechelen.